# Chrysops parallelogrammus
Chrysops parallelogrammus är en tvåvingeart som beskrevs av Philipp Christoph Zeller 1842. Chrysops parallelogrammus ingår i släktet Chrysops och familjen bromsar. Inga underarter finns listade i Catalogue of Life.